# Nordiques de Québec
O Nordiques de Québec (em inglês, Quebec Nordiques) foi uma equipe de hóquei no gelo baseada na cidade de Quebec - capital da província homônima - no Canadá. Sua fundação ocorreu em 1972, ainda na World Hockey Association. Em 1978, uniu-se à National Hockey League junto a outras cinco equipes da WHA.
Em 1995, a franquia se mudou para Denver, onde desde então joga com o nome de Colorado Avalanche.
Atualmente, estuda-se a possibilidade de criar uma nova franquia em Québec, cidade que ganhou uma nova arena, a Videotron Centre, em 2015. O grupo de comunicação Quebecor, dono do ginásio, é o principal financiador do projeto.